# Хиромантия
Хиромантия (от гръцки „хиро“ – длан и „мантия“ – предсказване) е псевдонаучен метод за „гадаене“ и анализ на характера, основаващ се на линиите, формата, големината и особеностите на човешките длани. Тази система за пророкуване навярно е възникнала в Индия и датира най-малко отпреди 5000 години. Тя се е практикувала в Древен Китай, Тибет, Персия, Месопотамия и Египет. Легендата разказва, че гръцкият философ Аристотел, който описва дланта като „главен орган“ на тялото, научил най-известния си ученик да гледа на ръка. 
Един от най-известните автори по хиромантия, считан за баща на модерната хиромантия, е Адолф Дебарол (1801–1886), написал популярната книга Тайните на ръката (Les mystères de la main ) от 1859 г.